# 肘関節

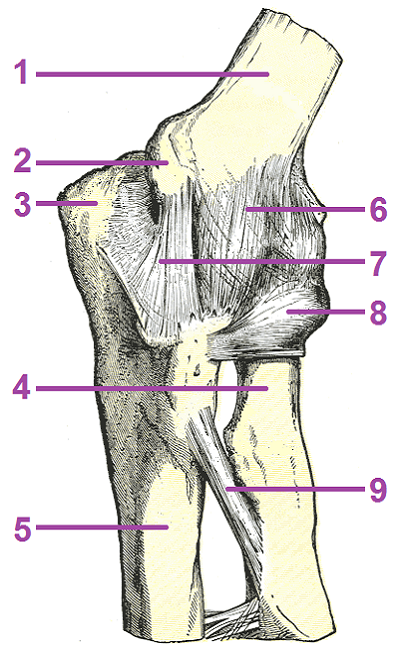
1:上腕骨、4:橈骨、5:尺骨

肘関節（ちゅうかんせつ）は、肘にある関節。肘関節は上腕骨と橈骨、尺骨から成る関節であり複関節に分類される。蝶番関節としても分類される。

## 組織
肘関節を構成する人体の組織には、以下の様な物がある。

### 骨
- 上腕骨滑車
- 尺骨滑車切痕
- 上腕骨小頭
- 橈骨頭

### 関節
- 腕橈関節
- 腕尺関節
- 上橈尺関節

### 靭帯
- 内側側副靱帯
- 外側側副靱帯
- 橈骨輪状靱帯
- 方形靱帯

### 筋肉
- 円回内筋
- 橈側手根屈筋
- 尺側手根伸筋
- 長掌筋
- 浅指屈筋
- 長橈側手根伸筋
- 短橈側手根伸筋
- 総指伸筋
- 小指伸筋
- 尺側手根伸筋
- 肘筋
- 回外筋

## 病気
肘関節に起こる主な病気には以下のようなものがある。
- テニス肘